# 小行星11243
小行星11243（11243 de Graauw）是一颗绕太阳运转的小行星，为主小行星带小行星。该小行星于1971年3月发现。

## 轨道参数
小行星11243的轨道半长轴为415 882 734 km，2.7799648 UA，离心率为0.119。